# Grauwal
Der Grauwal (Eschrichtius robustus) ist ein Bartenwal, der im arktischen bis warm-gemäßigten Nordpazifik lebt. Der Grauwal ist der einzige Vertreter der monotypischen Gattung Eschrichtius.

## Merkmale

Größenvergleich zwischen Grauwal und Mensch

Grauwale erreichen eine Länge von 13 bis 15 Metern, ein Gewicht von 25 bis 40 Tonnen und ein Alter von 50 bis 70 Jahren.
Die Hautfarbe ist schiefergrau bis dunkelgrau, erscheint aber wegen der massenhaften Besiedlung der Haut durch parasitische Krebstiere wie Seepocken und Walläuse aus der Entfernung oft weiß gefleckt. Besonders häufig lassen sich Entenmuscheln auf dem Kopf und der Schwanzflosse des Grauwales nieder. Der Kopf mit dem stark gewölbten Rostrum (der Schnauze) läuft spitz zu. Die Finne fehlt, entlang des Rückens gibt es jedoch mehrere buckelartige Hervorwölbungen, während die Fluke relativ breit und eingekerbt ist. Die Kehle des Grauwals ist in der Regel von zwei, maximal von bis zu sieben Furchen durchzogen. Auf jeder Seite des Mauls befinden sich etwa 150 Barten von 40 Zentimeter Länge. 

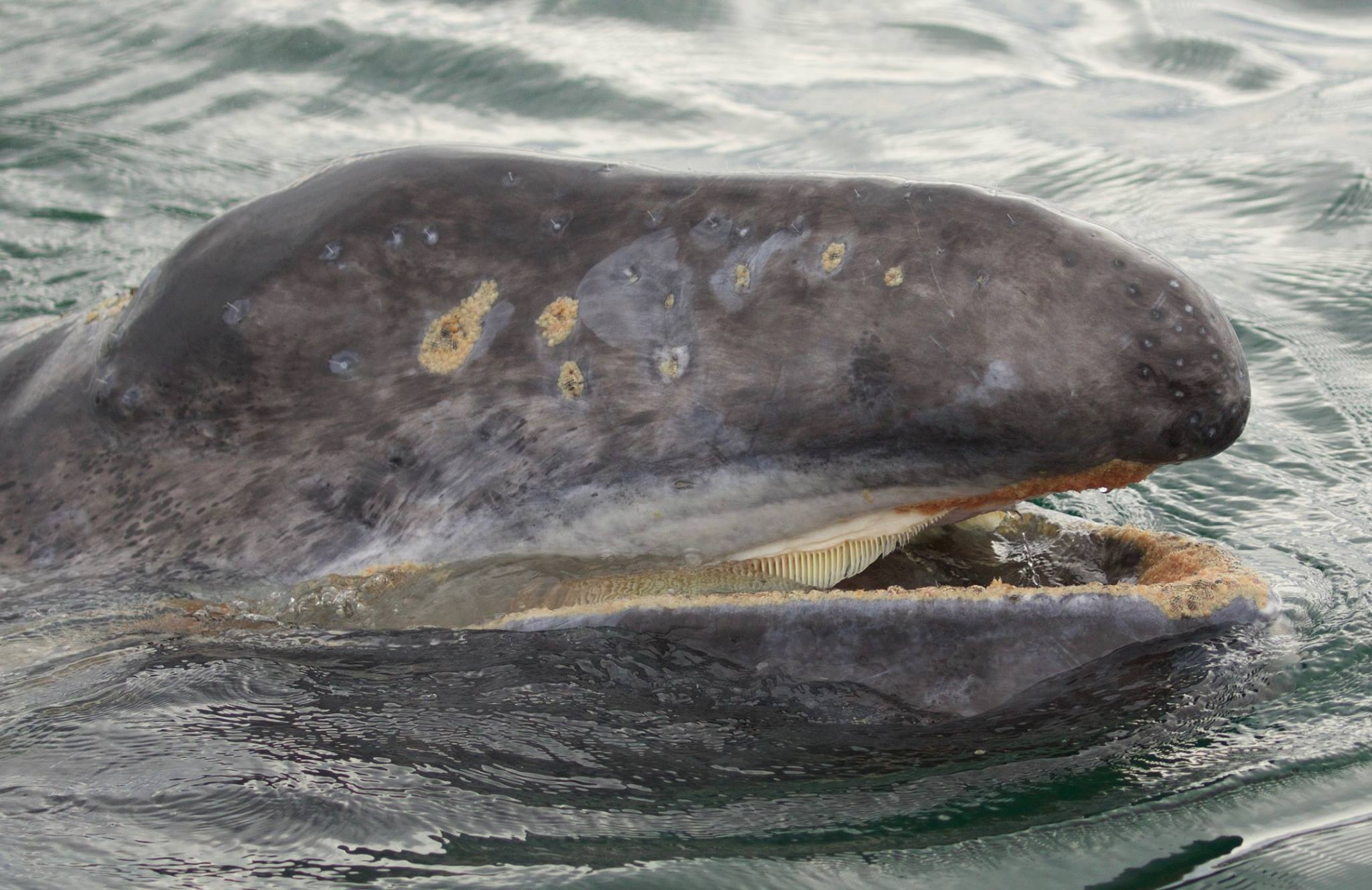
Grauwal

 Der Grauwal hat zwei Atemlöcher und kann den Blas bis zu vier Meter hoch ausstoßen. Das ausgestoßene Wasser-Luftgemisch steigt senkrecht nach oben und erscheint als herzförmige Nebelsäule.

### Merkmale eines Glattwals
Das recht stark gewölbte Rostrum des Grauwals weist auf einen Glattwal hin. Obwohl der spitze Kopf dem des Blauwals ähnelt, der zu den Furchenwalen gehört, hat der Grauwal ein im Verhältnis stärker gewölbtes Rostrum als die Furchenwale. Auch die beim Grauwal fehlende Finne ist ein Merkmal der Glattwale, ebenso ist die breite, eingekerbte Fluke typisch für Vertreter der Glattwal-Familie.

## Verbreitung

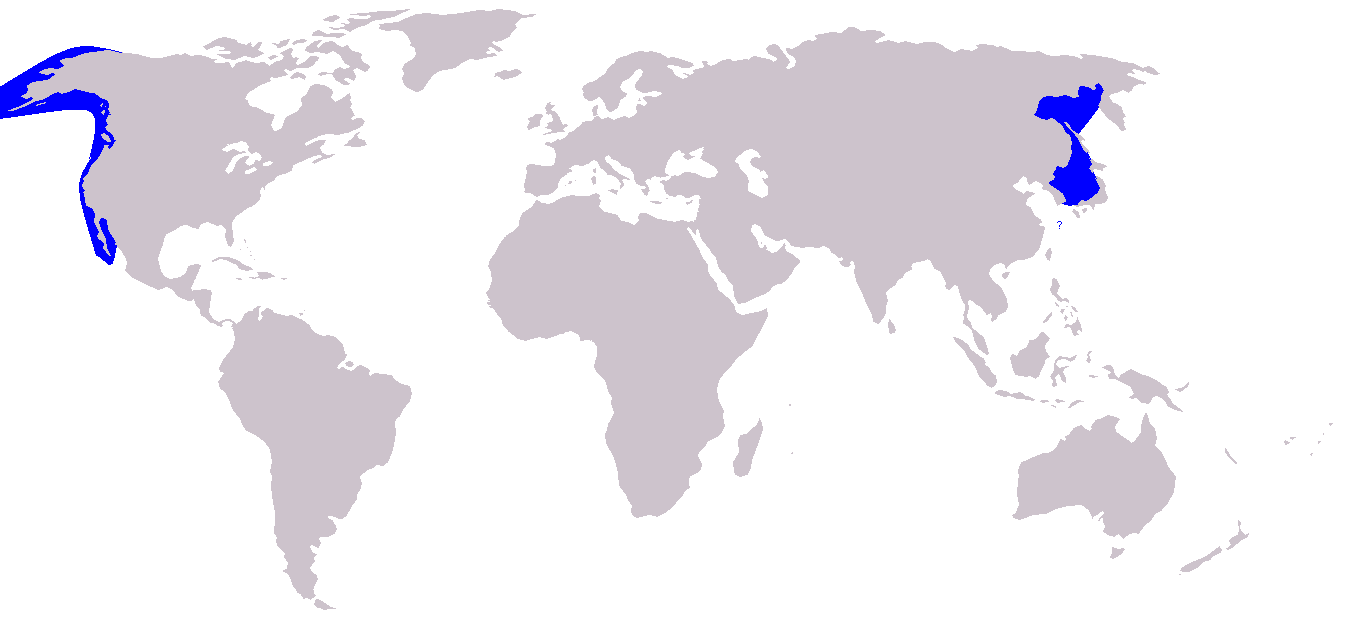
Verbreitungsgebiet

Grauwale leben heute nur noch im nördlichen Pazifik. Dabei wird eine westpazifische und eine ostpazifische Population unterschieden. Ihre Zahl wurde Ende der 1990er Jahre auf etwa 26.000 Exemplare im Nordpazifik geschätzt. Im Nordatlantik dagegen wurden die Grauwale durch den küstennahen Walfang ausgerottet und sind um 1700 ausgestorben. Diese atlantischen Grauwale lebten vor Spitzbergen, Grönland und Kanada sowie im Winter vermutlich vor Nordafrika. Sichtungen einzelner Tiere im Mittelmeer (2010 & 2021), im Südatlantik (2013) und vor der Küste von Neuengland (südlich von Nantucket, 2024) deuten darauf hin, dass die zunehmend schmelzende Eiskappe der Arktis eine Rückkehr der Grauwale in den Atlantik ermöglicht.
Grauwale leben dauerhaft näher an den Küsten als jede andere Walart. Sie verbringen den Sommer in polaren Gewässern und ziehen im Winter südwärts. Die ostpazifische Population überwintert vor den Küsten von Kalifornien und Mexiko. Die Tiere des Westpazifik halten sich im Sommer vor Sibirien und um die Kamtschatka-Halbinsel auf und verbringen den Winter vor Korea und Japan.

## Lebensweise

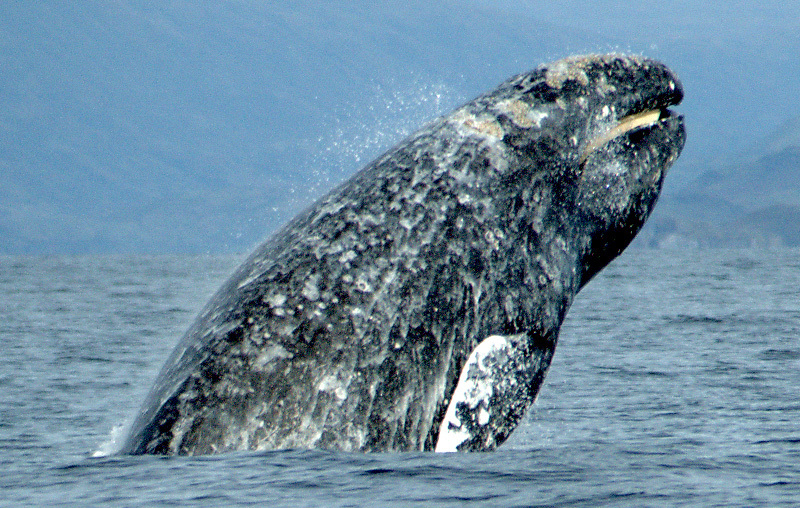
Springender Grauwal

Grauwale sind langsame Schwimmer und erreichen maximale Geschwindigkeiten von acht Kilometern pro Stunde. Gewöhnlich tauchen Grauwale vier bis fünf Minuten, bevor sie wieder auftauchen. Während sich die Wale an der Oberfläche aufhalten, vollführen sie oft Sprünge, bei denen sie mit Kopf und Oberkörper aus dem Wasser stoßen und sich dann wieder zurückfallen lassen. Oft halten sich die Grauwale dabei nur wenige Kilometer vor der Küste auf. Ein Jahr ist bei den Grauwalen in die drei Phasen Nahrungsaufnahme, Wanderung und Fortpflanzung gegliedert.

### Wanderung
Die ostpazifische Population verbringt die Sommermonate in den nährstoffreichen Regionen des Beringmeers. Im Herbst erfolgt die Wanderung in den Süden, wo sich die Grauwale vor der kalifornischen Küste fortpflanzen. Nach einigen Monaten kehren sie in die nördlicheren Nahrungsgründe zurück. Die westpazifische Population verbringt die Sommermonate in den nördlichen Bereichen des vor Japan gelegenen Ochotskischen Meeres. Die Fortpflanzung erfolgt im Winter nach einer Wanderung in südlichere Bereiche des Pazifik.
Grauwale legen bei ihren Wanderungen größere Strecken zurück als jede andere Walart. Die ostpazifische Population zieht jedes Jahr bis zu 10.000 Kilometer durch den Pazifik. Dies ist die längste bekannte Wanderung eines Säugetiers. Auf der Wanderung zwischen Nahrungs- und Fortpflanzungsgebieten bilden die Wale Gruppen von bis zu 16 Tieren. Üblich sind jedoch kleinere Gruppen von zwei oder drei Tieren. Trotzdem handelt es sich um äußerst soziale Tiere. So wurde beobachtet, wie kranke oder verletzte Artgenossen zum Atmen an die Wasseroberfläche gebracht wurden.

### Ernährung
Der Grauwal frisst fast ausschließlich während der Sommermonate. Die angefressenen Fettvorräte müssen dann für die lange Wanderung und die Fortpflanzungszeit genügen. Die Nahrung des Grauwals sind hauptsächlich Flohkrebse, aber auch Ruderfußkrebse und kleine Fische. Als einziger Wal geht der Grauwal auch am Meeresgrund auf Nahrungssuche. Die Filterung von Bodenbewohnern aus dem Schlamm des Meeresbodens ist eine einzigartige Ernährungsweise unter den Bartenwalen. Hierzu wirbelt er die Ablagerungen am Meeresgrund auf. Dieser Form der Nahrungsaufnahme sind die kurzen und robusten Barten des Grauwals angepasst. Die Grauwale rollen sich auf eine Seite und saugen langsam schwimmend das Bodensediment ein. Mit Hilfe der Barten werden anschließend die nahrungsrelevanten Meerestierchen aus dem Schlamm gefiltert. Normalerweise rollen sich die Wale hierbei vorn auf die rechte Seite, was eine schnellere Abnutzung der rechten Barten verursacht.

### Fortpflanzung

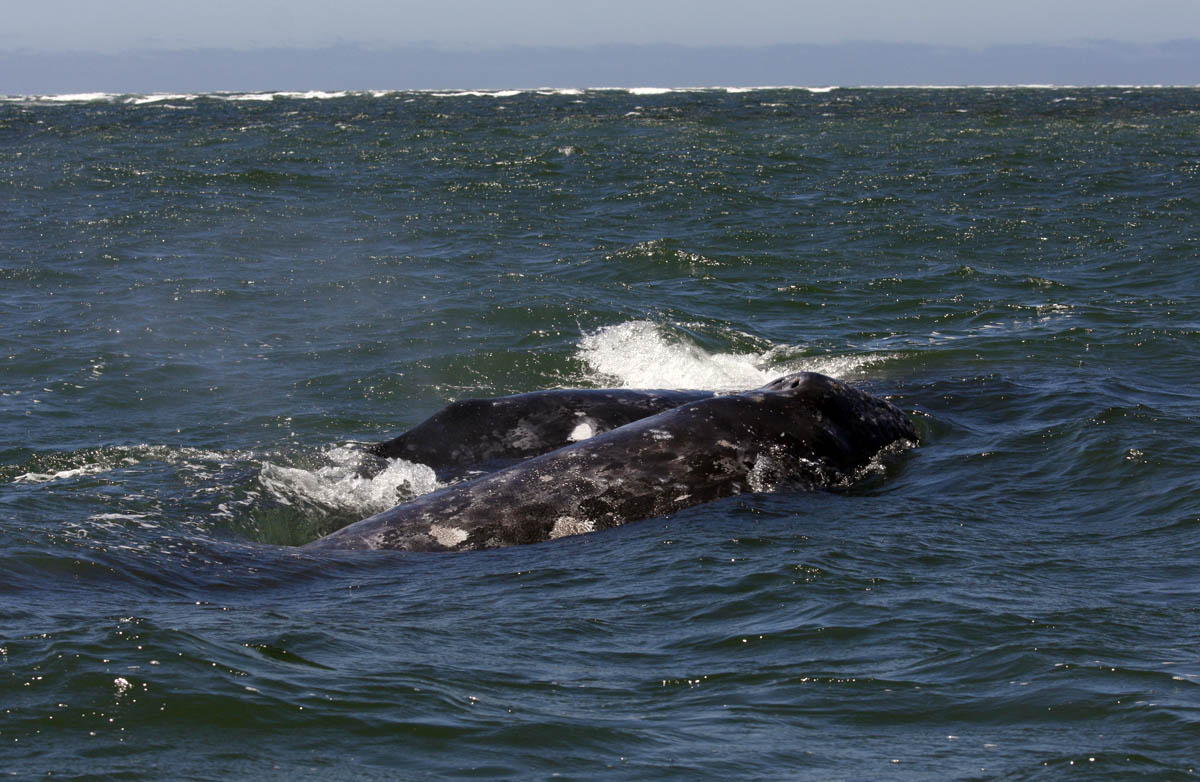
Grauwalkuh mit Kalb

Die Paarung der Grauwale findet in den Wintermonaten statt. Geschlechtsreife Weibchen werden häufig von zwei oder mehreren Männchen begleitet, entscheiden sich dann jedoch nur für einen Partner. Während der Paarungszeit kann man bei Männchen beobachten, dass sie sich von den Wellen in Richtung Küste treiben lassen. Es erinnert entfernt an Surfen. Nach der Paarung kehren die Tiere für die Sommermonate in die nährstoffreichen nördlichen Gebiete zurück. Die Tragzeit beträgt elf bis zwölf Monate. Nach der  Rückkehr der Muttertiere in die südlichen Wintergebiete werden die Kälber geboren. Jede Walkuh kann dabei nur ein Kalb gebären. Dies geschieht meist in geschützten Lagunen. Die Kälber sind bei der Geburt etwa fünf Meter lang und wiegen eine halbe Tonne. Sie begleiten ihre Mütter während der verbleibenden Zeit im Winterrevier und bei der folgenden Wanderung in die sommerlichen Nahrungsgründe. Im Spätsommer werden die Kälber schließlich entwöhnt und sind von nun an selbstständig.

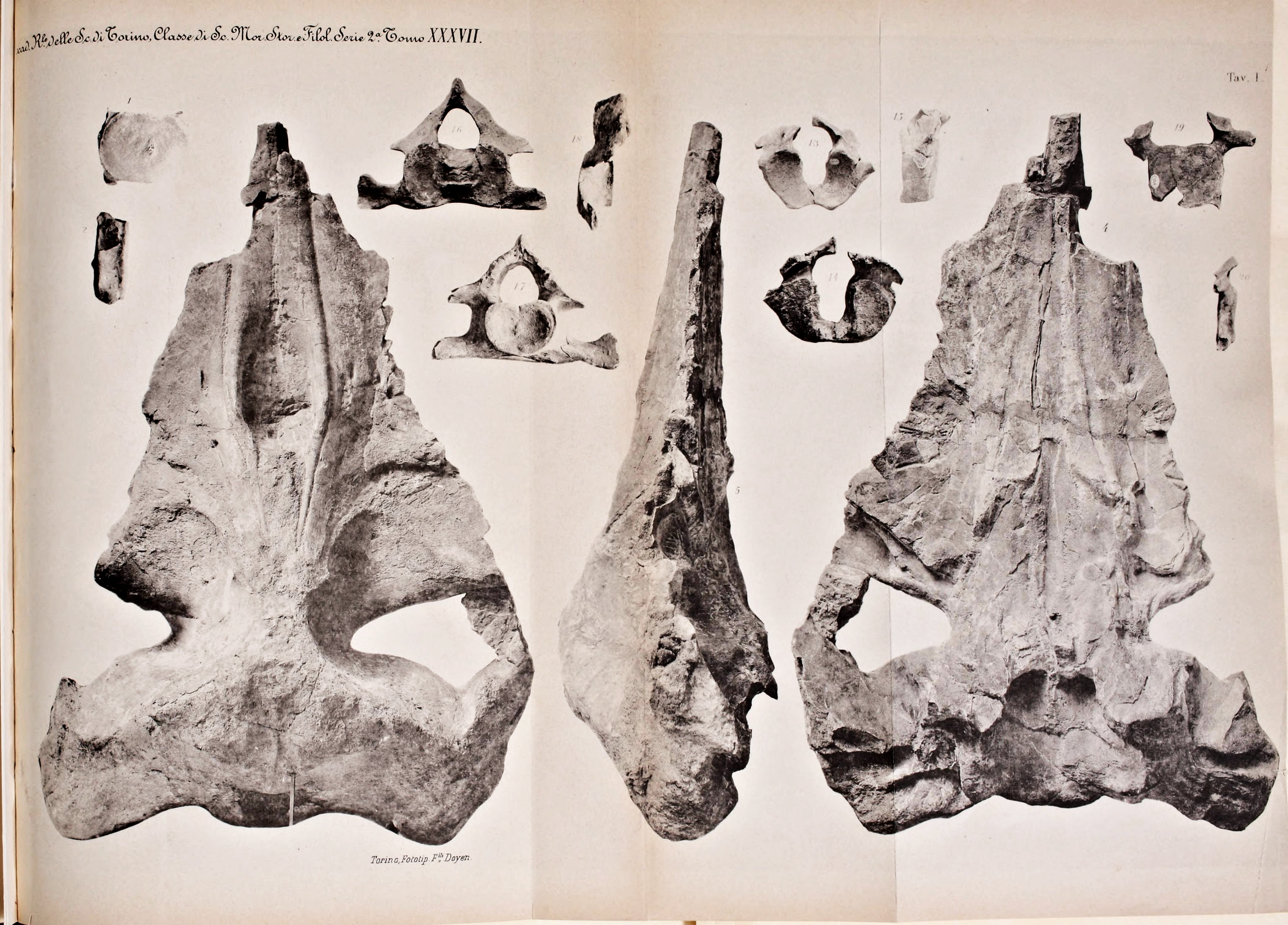
Schädel und Wirbel von Eschrichtioides

## Evolution und Systematik

### Stammesgeschichte
Das älteste bekannte Fossil eines Grauwalverwandten wurde als Eschrichtioides beschrieben und stammt aus dem frühen Pliozän von Norditalien. Jüngere Fossilien, aus dem späten Pliozän vor etwa 3 Millionen Jahren, wurden in Japan gefunden.

### Systematik
Vilhelm Lilljeborg benannte den Grauwal bei seiner Erstbeschreibung 1861 nach subfossilen Funden von der Küste Norwegens als Balaenoptera robusta. Die Einordnung des Grauwals in eine eigene Gattung Eschrichtius erfolgte 1864 durch John Edward Gray, der sie nach Daniel Frederik Eschricht benannte, einem dänischen Arzt und Zoologen. 1869 beschrieb Edward Drinker Cope die pazifische Art Rhachianectes glaucus, die nach Vergleichen der Skelettmorphologie mit Eschrichtius robustus vereint wurde und heute lediglich als getrennte Population betrachtet wird. Der Grauwal wird aufgrund von morphologischen Merkmalen zu den Bartenwalen gestellt. Er vereint Merkmale der Familien Furchenwale (Balaenopteridae) und Glattwale (Balaenidae). 1951 wurde eine eigene Familie für den Grauwal eingeführt, die Eschrichtiidae, die nur aus einer rezenten Gattung mit nur einer rezenten Art besteht.
Durch molekularbiologische Studien wurde jedoch eine nahe Verwandtschaft zu den Furchenwalen festgestellt. Der Grauwal ist die Schwestergruppe einer Klade aller Furchenwale mit Ausnahme der beiden Zwergwalarten. Die American Society of Mammalogists listet den Grauwal deshalb als Art der Furchenwale.
Die systematische Stellung des Grauwals innerhalb der Furchenwale zeigt das folgende Kladogramm nach McGowen et al. (2020):
|  | \| \| Seiwal (Balaenoptera borealis) \| \| \| \| \| \| Brydewal (Balaenoptera edeni) \| \| \| \| |
|  |                                                                                                  |
|  | Omurawal (Balaenoptera omurai)                                                                   |
|  |                                                                                                  |
|  | Seiwal (Balaenoptera borealis)                                                                   |
|  |                                                                                                  |
|  | Brydewal (Balaenoptera edeni)                                                                    |
|  |                                                                                                  |

|  | Seiwal (Balaenoptera borealis) |
|  |                                |
|  | Brydewal (Balaenoptera edeni)  |
|  |                                |

|  | \| \| Seiwal (Balaenoptera borealis) \| \| \| \| \| \| Brydewal (Balaenoptera edeni) \| \| \| \| |
|  |                                                                                                  |
|  | Omurawal (Balaenoptera omurai)                                                                   |
|  |                                                                                                  |
|  | Seiwal (Balaenoptera borealis)                                                                   |
|  |                                                                                                  |
|  | Brydewal (Balaenoptera edeni)                                                                    |
|  |                                                                                                  |

|  | Seiwal (Balaenoptera borealis) |
|  |                                |
|  | Brydewal (Balaenoptera edeni)  |
|  |                                |

|  | Finnwal (Balaenoptera physalus)    |
|  |                                    |
|  | Buckelwal (Megaptera novaeangliae) |
|  |                                    |

|  | \| \| Seiwal (Balaenoptera borealis) \| \| \| \| \| \| Brydewal (Balaenoptera edeni) \| \| \| \| |
|  |                                                                                                  |
|  | Omurawal (Balaenoptera omurai)                                                                   |
|  |                                                                                                  |
|  | Seiwal (Balaenoptera borealis)                                                                   |
|  |                                                                                                  |
|  | Brydewal (Balaenoptera edeni)                                                                    |
|  |                                                                                                  |

|  | Seiwal (Balaenoptera borealis) |
|  |                                |
|  | Brydewal (Balaenoptera edeni)  |
|  |                                |

|  | \| \| Seiwal (Balaenoptera borealis) \| \| \| \| \| \| Brydewal (Balaenoptera edeni) \| \| \| \| |
|  |                                                                                                  |
|  | Omurawal (Balaenoptera omurai)                                                                   |
|  |                                                                                                  |
|  | Seiwal (Balaenoptera borealis)                                                                   |
|  |                                                                                                  |
|  | Brydewal (Balaenoptera edeni)                                                                    |
|  |                                                                                                  |

|  | Seiwal (Balaenoptera borealis) |
|  |                                |
|  | Brydewal (Balaenoptera edeni)  |
|  |                                |

|  | Finnwal (Balaenoptera physalus)    |
|  |                                    |
|  | Buckelwal (Megaptera novaeangliae) |
|  |                                    |

|  | \| \| Seiwal (Balaenoptera borealis) \| \| \| \| \| \| Brydewal (Balaenoptera edeni) \| \| \| \| |
|  |                                                                                                  |
|  | Omurawal (Balaenoptera omurai)                                                                   |
|  |                                                                                                  |
|  | Seiwal (Balaenoptera borealis)                                                                   |
|  |                                                                                                  |
|  | Brydewal (Balaenoptera edeni)                                                                    |
|  |                                                                                                  |

|  | Seiwal (Balaenoptera borealis) |
|  |                                |
|  | Brydewal (Balaenoptera edeni)  |
|  |                                |

|  | \| \| Seiwal (Balaenoptera borealis) \| \| \| \| \| \| Brydewal (Balaenoptera edeni) \| \| \| \| |
|  |                                                                                                  |
|  | Omurawal (Balaenoptera omurai)                                                                   |
|  |                                                                                                  |
|  | Seiwal (Balaenoptera borealis)                                                                   |
|  |                                                                                                  |
|  | Brydewal (Balaenoptera edeni)                                                                    |
|  |                                                                                                  |

|  | Seiwal (Balaenoptera borealis) |
|  |                                |
|  | Brydewal (Balaenoptera edeni)  |
|  |                                |

|  | Finnwal (Balaenoptera physalus)    |
|  |                                    |
|  | Buckelwal (Megaptera novaeangliae) |
|  |                                    |

|  | \| \| Seiwal (Balaenoptera borealis) \| \| \| \| \| \| Brydewal (Balaenoptera edeni) \| \| \| \| |
|  |                                                                                                  |
|  | Omurawal (Balaenoptera omurai)                                                                   |
|  |                                                                                                  |
|  | Seiwal (Balaenoptera borealis)                                                                   |
|  |                                                                                                  |
|  | Brydewal (Balaenoptera edeni)                                                                    |
|  |                                                                                                  |

|  | Seiwal (Balaenoptera borealis) |
|  |                                |
|  | Brydewal (Balaenoptera edeni)  |
|  |                                |

|  | \| \| Seiwal (Balaenoptera borealis) \| \| \| \| \| \| Brydewal (Balaenoptera edeni) \| \| \| \| |
|  |                                                                                                  |
|  | Omurawal (Balaenoptera omurai)                                                                   |
|  |                                                                                                  |
|  | Seiwal (Balaenoptera borealis)                                                                   |
|  |                                                                                                  |
|  | Brydewal (Balaenoptera edeni)                                                                    |
|  |                                                                                                  |

|  | Seiwal (Balaenoptera borealis) |
|  |                                |
|  | Brydewal (Balaenoptera edeni)  |
|  |                                |

|  | Finnwal (Balaenoptera physalus)    |
|  |                                    |
|  | Buckelwal (Megaptera novaeangliae) |
|  |                                    |

|  | Nördlicher Zwergwal (Balaenoptera acutorostrata) |
|  |                                                  |
|  | Südlicher Zwergwal (Balaenoptera bonaerensis)    |
|  |                                                  |

|  | \| \| Seiwal (Balaenoptera borealis) \| \| \| \| \| \| Brydewal (Balaenoptera edeni) \| \| \| \| |
|  |                                                                                                  |
|  | Omurawal (Balaenoptera omurai)                                                                   |
|  |                                                                                                  |
|  | Seiwal (Balaenoptera borealis)                                                                   |
|  |                                                                                                  |
|  | Brydewal (Balaenoptera edeni)                                                                    |
|  |                                                                                                  |

|  | Seiwal (Balaenoptera borealis) |
|  |                                |
|  | Brydewal (Balaenoptera edeni)  |
|  |                                |

|  | \| \| Seiwal (Balaenoptera borealis) \| \| \| \| \| \| Brydewal (Balaenoptera edeni) \| \| \| \| |
|  |                                                                                                  |
|  | Omurawal (Balaenoptera omurai)                                                                   |
|  |                                                                                                  |
|  | Seiwal (Balaenoptera borealis)                                                                   |
|  |                                                                                                  |
|  | Brydewal (Balaenoptera edeni)                                                                    |
|  |                                                                                                  |

|  | Seiwal (Balaenoptera borealis) |
|  |                                |
|  | Brydewal (Balaenoptera edeni)  |
|  |                                |

|  | Finnwal (Balaenoptera physalus)    |
|  |                                    |
|  | Buckelwal (Megaptera novaeangliae) |
|  |                                    |

|  | \| \| Seiwal (Balaenoptera borealis) \| \| \| \| \| \| Brydewal (Balaenoptera edeni) \| \| \| \| |
|  |                                                                                                  |
|  | Omurawal (Balaenoptera omurai)                                                                   |
|  |                                                                                                  |
|  | Seiwal (Balaenoptera borealis)                                                                   |
|  |                                                                                                  |
|  | Brydewal (Balaenoptera edeni)                                                                    |
|  |                                                                                                  |

|  | Seiwal (Balaenoptera borealis) |
|  |                                |
|  | Brydewal (Balaenoptera edeni)  |
|  |                                |

|  | \| \| Seiwal (Balaenoptera borealis) \| \| \| \| \| \| Brydewal (Balaenoptera edeni) \| \| \| \| |
|  |                                                                                                  |
|  | Omurawal (Balaenoptera omurai)                                                                   |
|  |                                                                                                  |
|  | Seiwal (Balaenoptera borealis)                                                                   |
|  |                                                                                                  |
|  | Brydewal (Balaenoptera edeni)                                                                    |
|  |                                                                                                  |

|  | Seiwal (Balaenoptera borealis) |
|  |                                |
|  | Brydewal (Balaenoptera edeni)  |
|  |                                |

|  | Finnwal (Balaenoptera physalus)    |
|  |                                    |
|  | Buckelwal (Megaptera novaeangliae) |
|  |                                    |

|  | \| \| Seiwal (Balaenoptera borealis) \| \| \| \| \| \| Brydewal (Balaenoptera edeni) \| \| \| \| |
|  |                                                                                                  |
|  | Omurawal (Balaenoptera omurai)                                                                   |
|  |                                                                                                  |
|  | Seiwal (Balaenoptera borealis)                                                                   |
|  |                                                                                                  |
|  | Brydewal (Balaenoptera edeni)                                                                    |
|  |                                                                                                  |

|  | Seiwal (Balaenoptera borealis) |
|  |                                |
|  | Brydewal (Balaenoptera edeni)  |
|  |                                |

|  | \| \| Seiwal (Balaenoptera borealis) \| \| \| \| \| \| Brydewal (Balaenoptera edeni) \| \| \| \| |
|  |                                                                                                  |
|  | Omurawal (Balaenoptera omurai)                                                                   |
|  |                                                                                                  |
|  | Seiwal (Balaenoptera borealis)                                                                   |
|  |                                                                                                  |
|  | Brydewal (Balaenoptera edeni)                                                                    |
|  |                                                                                                  |

|  | Seiwal (Balaenoptera borealis) |
|  |                                |
|  | Brydewal (Balaenoptera edeni)  |
|  |                                |

|  | Finnwal (Balaenoptera physalus)    |
|  |                                    |
|  | Buckelwal (Megaptera novaeangliae) |
|  |                                    |

|  | \| \| Seiwal (Balaenoptera borealis) \| \| \| \| \| \| Brydewal (Balaenoptera edeni) \| \| \| \| |
|  |                                                                                                  |
|  | Omurawal (Balaenoptera omurai)                                                                   |
|  |                                                                                                  |
|  | Seiwal (Balaenoptera borealis)                                                                   |
|  |                                                                                                  |
|  | Brydewal (Balaenoptera edeni)                                                                    |
|  |                                                                                                  |

|  | Seiwal (Balaenoptera borealis) |
|  |                                |
|  | Brydewal (Balaenoptera edeni)  |
|  |                                |

|  | \| \| Seiwal (Balaenoptera borealis) \| \| \| \| \| \| Brydewal (Balaenoptera edeni) \| \| \| \| |
|  |                                                                                                  |
|  | Omurawal (Balaenoptera omurai)                                                                   |
|  |                                                                                                  |
|  | Seiwal (Balaenoptera borealis)                                                                   |
|  |                                                                                                  |
|  | Brydewal (Balaenoptera edeni)                                                                    |
|  |                                                                                                  |

|  | Seiwal (Balaenoptera borealis) |
|  |                                |
|  | Brydewal (Balaenoptera edeni)  |
|  |                                |

|  | Finnwal (Balaenoptera physalus)    |
|  |                                    |
|  | Buckelwal (Megaptera novaeangliae) |
|  |                                    |

|  | Nördlicher Zwergwal (Balaenoptera acutorostrata) |
|  |                                                  |
|  | Südlicher Zwergwal (Balaenoptera bonaerensis)    |
|  |                                                  |

## Walfang und Schutz

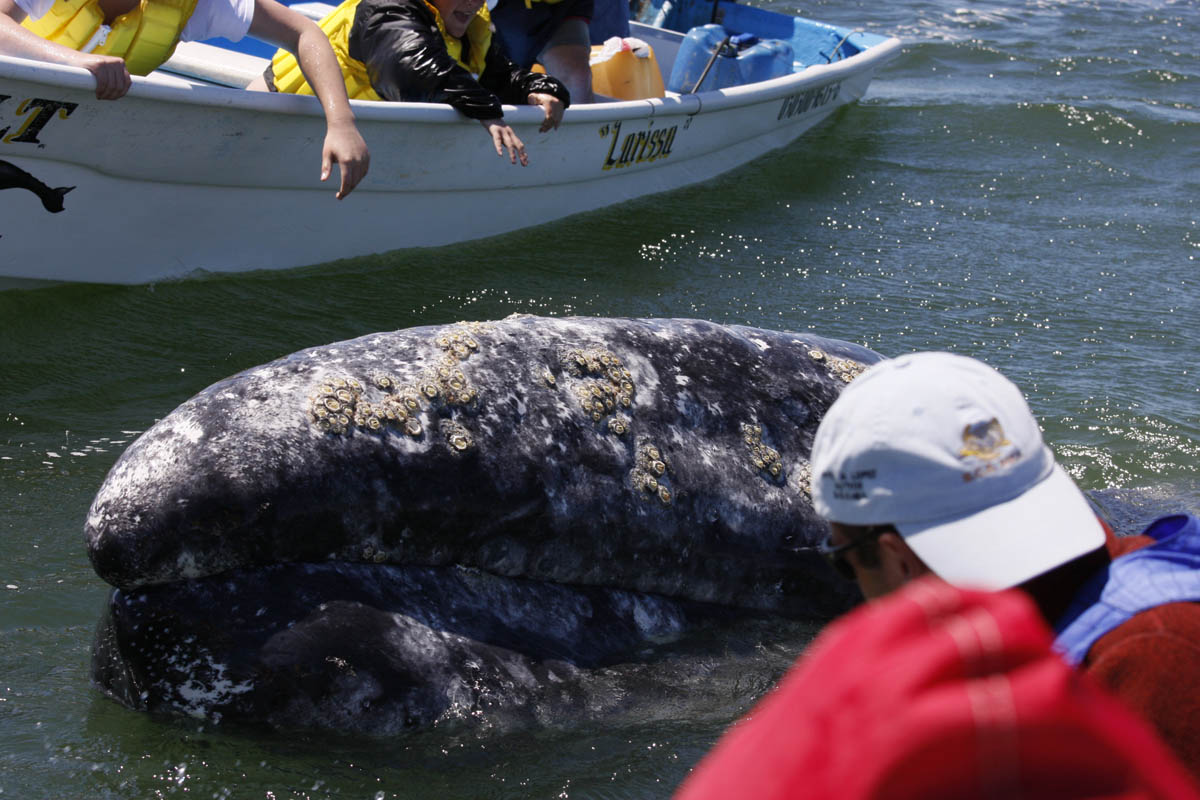
Walbeobachtung

Als küstennah lebende Spezies wurde der Grauwal schon früh von Menschen gejagt. Ob dies der Grund für das sehr frühe Aussterben der europäischen Bestände (um 500 n. Chr.) ist, kann nicht mehr nachvollzogen werden. Die westatlantischen Grauwale starben um 1700 aus. Seitdem lebt der Grauwal nur noch im Pazifik. Die westpazifischen Populationen wurden im 18. und 19. Jahrhundert von japanischen Walfängern stark bejagt. Es ist heute sogar unklar, ob die Grauwale des Westpazifik noch existieren. Gelegentliche Sichtungen vor den koreanischen Küsten können auch verirrte Einzeltiere aus dem Ostpazifik sein. Walforscher gehen höchstens noch von einer Population von 200 Tieren aus.
Die Überwinterungsplätze der ostpazifischen Grauwale wurden 1846 entdeckt. Hiernach wurden Walfangstationen an den dortigen Küsten eingerichtet und binnen weniger Jahre Tausende Wale getötet. Erst 1946 wurde die Art unter Schutz gestellt und so vor dem Aussterben bewahrt. Seitdem sind die Bestände wieder gewachsen, so dass es heute etwa 22.000 Grauwale gibt. Doch selbst für diese im Vergleich zu früher geringe Zahl reichen die Nahrungsvorräte anscheinend nicht mehr aus, wie aufgrund der Sichtung von mageren und anscheinend hungernden Tieren angenommen wird. Seit einigen Jahren werden von der indigenen Bevölkerung Russlands ca. 110 Grauwale jährlich kontrolliert gejagt.
Walfänger gaben den Grauwalen im 19. Jahrhundert den Beinamen Teufelsfisch. Die Ursache hierfür waren wütende Angriffe von Walkühen, die ihre Kälber schützen wollten.
An der nordamerikanischen Küste sind Grauwale wegen ihrer Küstennähe ein sehr beliebtes Ziel für den modernen Waltourismus. Touristen können mit Booten bis auf wenige Meter an die Grauwale herangebracht werden.

## Belege
1. 1 2  Alter und Anzahl Publikation der Kanadischen Regierung zur Wiedereinführung der Grauwale im Nordatlantik: Recovery Strategy for the Grey Whale, Atlantic Population, in Canada (2007), abgerufen am 15. Juni 2019.
2. ↑  P. J. Bryant Dating Remains of Gray Whales from the Eastern North Atlantic. Journal of Mammalogy, Volume 76, Issue 3, August 1995, S. 857–861, doi: 10.2307/1382754
3. ↑  Verirrte Tiere: Rätsel um Grauwal vor Italien. Abgerufen am 22. April 2021.
4. ↑  Wieso ein Grauwal bis in den Atlantik geschwommen ist. In: FAZ.NET. 10. März 2024, ISSN 0174-4909 (faz.net [abgerufen am 11. März 2024]).
5. ↑  Grauwale kehren in Atlantik zurück Artikel in der Berliner Zeitung 9. März 2015, abgerufen am 15. Juni 2019.
6. ↑  Schmelzen der Polkappen in der Zeit Online vom 13. Juni 2018, abgerufen am 18. Juli 2019.
7. ↑  Detlef Singer: Faszination Tier & Natur, Gruppe 1 – Säugetiere, München ohne Jahresangabe.
8. ↑  WCDS Walschutz; Lexikon der Meeres- und Süßwassertiere, S. 332; (Seite nicht mehr abrufbar, festgestellt im April 2019. Suche in Webarchiven)  Info: Der Link wurde automatisch als defekt markiert. Bitte prüfe den Link gemäß Anleitung und entferne dann diesen Hinweis.
9. ↑  NDR: Expeditionen ins Tierreich: Wale - Clevere Giganten. In: ARD Mediathek. NDR-Fernsehen, 28. Januar 2021, archiviert vom Original (nicht mehr online verfügbar) am 27. Januar 2021; abgerufen am 28. Januar 2021.  Info: Der Archivlink wurde automatisch eingesetzt und noch nicht geprüft. Bitte prüfe Original- und Archivlink gemäß Anleitung und entferne dann diesen Hinweis.
10. ↑  Michelangelo Bisconti: Morphology and phylogenetic relationships of a new eschrichtiid genus (Cetacea: Mysticeti) from the Early Pliocene of northern Italy. Zoological Journal of the Linnean Society, Volume 153, Issue 1, Mai 2008, S. 161–186, doi: 10.1111/j.1096-3642.2008.00374.x
11. ↑  Hiroto Ichishima, Eri Sato, Tsumoru Sagayama,  Masaichi Kimura: The oldest record of Eschrichtiidae (Cetacea: Mysticeti) from the late pliocene, Hokkaido, Japan. Journal of Paleontology 80, 2006; S. 367–379 doi:10.1666/0022-3360(2006)080[0367:TOROEC]2.0.CO;2
12. ↑  John Edward Gray: On the Cetacea which have been observed in the seas surrounding the British Islands. Proceedings of the Zoological Society of London. 1864: S. 195–248
13. ↑  John Reeves Ellerman, Terence Morrison-Scott (1951): Checklist of Palaearctic and Indian Mammals 1758 to 1946. British Museum (Natural History). S. 1–810.
14. ↑  Úlfur Árnason, Fritjof Lammers, Vikas Kumar, Maria A. Nilsson and Axel Janke. Whole genome sequencing of the blue whale and other rorquals find signatures for introgressive gene flow. Science Advances 04 Apr 2018, Vol. 4, no. 4, DOI: 10.1126/sciadv.aap9873
15. 1 2  Michael R McGowen, Georgia Tsagkogeorga, Sandra Álvarez-Carretero, Mario dos Reis, Monika Struebig, Robert Deaville, Paul D Jepson, Simon Jarman, Andrea Polanowski, Phillip A Morin u. Stephen J Rossiter:  Phylogenomic Resolution of the Cetacean Tree of Life Using Target Sequence Capture. Systematic Biology, Volume 69, Issue 3, Mai 2020, S. 479–501, doi: 10.1093/sysbio/syz068
16. ↑  Eschrichtius robustus in der Mammal Diversity Database der American Society of Mammalogists
17. ↑  Lt. DDP-Bericht in den Bremer Nachrichten vom 14. September 2007, Hinweis auf Elizabeth Alter in "Proceedings of the National Academy of Sciences".
18. ↑  Tabelle über die jährlichen Jagdzahlen
19. ↑  Informationen zum Grauwal